# Villa de Guadalupe, Oaxaca
Villa de Guadalupe är en ort i Mexiko.   Den ligger i kommunen San Lucas Ojitlán och delstaten Oaxaca, i den sydöstra delen av landet, 300 km sydost om huvudstaden Mexico City. Villa de Guadalupe ligger 108 meter över havet och antalet invånare är 459.
Terrängen runt Villa de Guadalupe är platt åt sydväst, men åt nordost är den kuperad. Runt Villa de Guadalupe är det ganska glesbefolkat, med 39 invånare per kvadratkilometer. Närmaste större samhälle är San Lucas Ojitlán, 2,7 km väster om Villa de Guadalupe. Omgivningarna runt Villa de Guadalupe är en mosaik av jordbruksmark och naturlig växtlighet.